# Gyude Bryant
Gyude Bryant (ur. 17 stycznia 1949, zm. 16 kwietnia 2014 w Monrovii) – liberyjski polityk i biznesmen. Od 14 października 2003 do 16 stycznia 2006 pełnił funkcję głowy państwa jako Przewodniczący Rządu Przejściowego. Stanowisko to zostało powołane na podstawie porozumienia kończącego drugą wojnę domową w Liberii (1999-2003). Po przeprowadzeniu niezbędnych reform oraz zorganizowaniu wolnych wyborów prezydenckich, 16 stycznia 2006 Bryant oddał władzę nowo wybranej prezydent - Ellen Johnson-Sirleaf.
Gyude Bryant zmarł 16 kwietnia 2014 roku w Monrovii w wieku 65 lat.